# Ralph (Kurzfilm)
Ralph ist ein britischer Kurzfilm von Alex Winckler aus dem Jahr 2008. In Deutschland feierte der Film am 10. Februar 2009 bei den Internationalen Filmfestspielen in Berlin Premiere.

## Handlung
Der 15-Jährige Ralph ist in seine beste Freundin Clare verliebt, sie aber nicht in ihn. Als sie mit ihrer Familie Urlaub in Südfrankreich macht, fährt er alleine nach Marseille, um sie zu suchen und ihr eine Liebeserklärung zu machen. Als Ralph am Bahnhof Saint Charles ankommt, will er Clare anrufen, hat sich jedoch die falsche Telefonnummer notiert und sucht verzweifelt Zuflucht in einem Café, wo Ralph auf die Kellnerin Julie trifft. Später taucht Clare unerwartet am Bahnhof auf – in Begleitung eines anderen Jungen. Nun muss Ralph sich entscheiden: Für das Mädchen in welches er verliebt ist oder eine fremde Frau.

## Kritiken
„Durch das geschickte Spiel mit verschiedenen Sprachen, unkomplizierten Charakteren und einer fließenden Handlung konnte uns ein Film besonders an die Leinwand fesseln, ohne langweilig zu werden. Ralph versucht, in einem fremden Land ohne Fremdsprachenkenntnisse seine Angebetete zu finden. Mit einem überraschenden Wendepunkt, der ein schönes Beispiel für Liebe liefert, berührt dieser Kurzfilm seine Zuschauer und bleibt uns lang im Gedächtnis.“

## Auszeichnungen
Leeds International Film Festival 2008
- Best Short Fiction Film

Aspen Shortsfest 2009
- Jury Award – Best Student

Internationale Kurzfilmtage Oberhausen 2009
- Preis der Jugendjury

Capalbio Cinema 2009
- Best Direction – International Shorts